# Oscar von Sydow
Oscar Fredrik von Sydow (født 12. juli 1873, død 19. august 1936) var en svensk embedsmand og politiker, der var Sveriges statsminister fra 23. februar til 13. oktober 1921. Han var Sveriges rigsmarskal fra 1934 til 1936.